# Campionato Sudamericano 1990 (hockey su pista)
Il campionato sudamericano di hockey su pista 1990 è stata la 17ª edizione del torneo di hockey su pista per squadre nazionali maschili sudamericane. Il torneo si è svolto in Argentina a Tres Arroyos dall'11 al 13 aprile 1990.
A vincere il torneo fu il Brasile per la terza volta nella sua storia precedendo in classifica l'Argentina.

## Formula
Il campionato Sudamericano 1990 fu disputato da tre selezioni nazionali tramite la formula del girone all'italiana con gare di andata e ritorno. Vennero attribuiti due punti per l'incontro vinto, uno per l'incontro pareggiato e zero in caso di sconfitta. La prima squadra classificata venne proclamata campione.

## Squadre partecipanti
| Pr. | Squadra   | Partecipazioni precedenti al torneo                                                            |
| --- | --------- | ---------------------------------------------------------------------------------------------- |
| 1   | Argentina | 1956, 1959, 1963, 1966, 1967, 1969, 1971, 1973, 1975, 1977, 1979, 1981, 1984, 1985, 1987       |
| 2   | Brasile   | 1954, 1956, 1959, 1966, 1967, 1969, 1971, 1973, 1975, 1977, 1979, 1981, 1984, 1985, 1987       |
| 3   | Cile      | 1954, 1956, 1959, 1963, 1966, 1967, 1969, 1971, 1973, 1975, 1977, 1979, 1981, 1984, 1985, 1987 |

Nota bene: nella sezione "partecipazioni precedenti al torneo" le date in grassetto indicano la squadra che ha vinto quell'edizione del torneo

## Svolgimento del torneo

### Classifica finale
| Pos. | Squadra   | Pt | G | V | N | P | GF | GS | DR  |
| ---- | --------- | -- | - | - | - | - | -- | -- | --- |
| 1.   | Brasile   | 7  | 4 | 3 | 1 | 0 | 18 | 7  | +11 |
| 2.   | Argentina | 3  | 4 | 1 | 1 | 2 | 14 | 15 | -1  |
| 3.   | Cile      | 2  | 4 | 1 | 0 | 3 | 9  | 19 | -10 |

### Risultati
| Tres Arroyos 11 aprile 1990 | Argentina | 6 – 3 | Cile |  |

| Tres Arroyos 11 aprile 1990 | Brasile | 4 – 1 | Cile |  |

| Tres Arroyos 12 aprile 1990 | Argentina | 4 – 4 | Brasile |  |

| Tres Arroyos 12 aprile 1990 | Brasile | 6 – 1 | Cile |  |

| Tres Arroyos 13 aprile 1990 | Argentina | 3 – 4 | Cile |  |

| Tres Arroyos 13 aprile 1990 | Argentina | 1 – 4 | Brasile |  |